# Abd-or-Razzaq Bashtiní
Abd-or-Razzaq Bashtiní (?-1338) fue el primer caudillo de la revuelta de los Sarbedâr que a principios del siglo XIV se alzaron frente a los janes mongoles en Beyhaq (en la región iraní oriental del Jorasán). 
Bashtiní era el hijo de un terrateniente de Beyhaq y trabajó como recaudador de impuestos para el ilján Abu Saíd Bahador Jan en Azerbaiyán y en Kermán. Sin embargo, de vuelta a Beyhaq en 1337, se integró en una revuelta campesina contra la corrupción del visir ʿAlaoddín Mohammad Faryumadí, dirigiendo bandas de jóvenes en el pillaje de caravanas y en as altos de fortalezas. En septiembre de 1337 logró tomar Sabzevar, y en noviembre atacó y saqueó Faryumad. La insurrección fue facilitada por haber partido las tropas mongolas de Jorasán a la conquista de la región de Azerbaiyán. Sin embargo, el carácter aventurero y el libertinaje de Abd-or-Razzaq no convencían a los terratenientes, que le prefirieron el liderazgo y capacidad política de su hermano Vaŷihoddín Mas’ud, que mató a Abd-or-Razzaq entre la primavera y el verano de 1338. 